# The Blade (wrestler)
The Blade, pseudonimo di Jesse Guilmette (Buffalo, 3 giugno 1980), è un wrestler statunitense.

## Carriera

### Inizio carriera
Guilmette è stato addestrato da Les Thatcher. 
Ha lottato in numerosi incontri sotto il suo nome legale con la WWE, affrontando wrestler come The Boogeyman, Vladimir Kozlov e Shad Gaspard in squash match.

### Circuito indipendente (2000–2019)
Nel 2000, Guilmette iniziò a lottare per la promozione indipendente del Midwest Heartland Wrestling Association con il ring name Pepper Parks, dove avrebbe fatto coppia con Chet Jablonski nel tag team The A Squad. Debuttando il 27 luglio 2000, il team affrontò Astin Ambrose e JJ Duquesne, perdendo. Parks avrebbe lottato per la HWA per sei anni. In questo periodo, vinse l'HWA Cruiserweight Championship il 26 giugno 2001, sconfiggendo Matt Stryker. Il 1° gennaio 2006, Parks vinse il suo primo titolo dei pesi massimi, sconfiggendo Jon Moxley nella finale del torneo per il vacante HWA Heavyweight Championship. 
Parks avrebbe perso il titolo contro Moxley il 9 maggio 2006  
e riconquistarlo ancora una volta l'11 novembre 2006, sconfiggendo Chad Collyer in un title vs. career match. 
Il suo secondo regno durò 28 giorni prima di rendere il titolo vacante il 5 dicembre 2006 lasciando l'HWA
Per tutto il 2007, Parks lottò principalmente per le promotion NWA con sede a New York: NWA Empire, NWA Upstate e NWA New York. Il 19 maggio 2007, all'NWA Empire First Anniversary Show, sconfisse Brodie Lee e divenne l'NWA Empire Heavyweight Champion. Il 20 ottobre 2007, Parks vinse anche il vacante NWA National Heavyweight Championship.
Il 16 gennaio 2010, Parks iniziò a lottare per l'Empire State Wrestling, perdendo contro Freddie Midnight nel suo primo incontro. L'11 settembre 2010 vinse l'ESW Tag Team Championship insieme a Kevin Grace. Parks e Grace avrebbero ceduto i titoli il 4 giugno 2011 alla Rochester Wrecking Crew. L'11 ottobre 2014, sfidò senza successo John McChesney per il PWR Heavyweight Championship in un casket match al PWR Halloween Mayhem.
Il 18 luglio 2015, Parks e Cherry Bomb fecero il loro debutto per la House of Hardcore di Tommy Dreamer al nono evento HOH a Toronto, Ontario, Canada. Compariranno nei successivi quattro eventi HOH, dando inizio a una faida con Dreamer e Mickie James.

### Ring of Honor (2007, 2012-2015)
Guilmette lottò per la prima volta nella Ring of Honor il 13 aprile 2007, sconfiggendo Mitch Franklin in un dark match. Anni dopo, avrebbe fatto il suo debutto ufficiale per la ROH il 30 giugno 2012, perdendo contro Adam Cole. Il 16 febbraio 2013, Parks fece il suo ritorno, perdendo contro l'ex ROH World Tag Team Champion Charlie Haas. Nella puntata del 6 aprile 2013 di Ring of Honor Wrestling, Parks venne sconfitto da Roderick Strong. Ha continuato a lottare per la Ring of Honor nel corso del 2014 e del 2015. Parks ha fatto la sua ultima apparizione per la Ring of Honor il 26 settembre 2015, perdendo contro Caprice Coleman nel ROH Reloaded Tour.

### Combat Zone Wrestling (2012-2016)
Guilmette fece la sua prima apparizione per la Combat Zone Wrestling l'8 settembre 2012, all'evento annuale della promozione Down with the Sickness, sconfiggendo Kekoa. Continuerà a fare apparizioni regolari per la promotion nei quattro anni successivi. Nel 2015, Parks e sua moglie Cherry Bomb si alleeranno con BLK Jeez e formeranno la stable nota come TV Ready. Il 12 dicembre 2015, al diciassettesimo evento annuale Cage of Death della CZW, TV Ready vincerà il CZW World Tag Team Championship, sconfiggendo Dan Barry e Sozio. 
Il 14 maggio 2016, TV Ready ha perso i titoli di coppia contro Da Hit Squad al Prelude to Violence 2016, 
l'incontro fu anche l'ultima apparizione di Parks per la CZW dopo aver firmato con la Total Nonstop Action Wrestling.
Il 10 settembre 2016, Guilmette è tornato nella CZW usando il suo ring name Braxton Sutter per il loro evento annuale Down with the Sickness, facendo squadra con BLK Jeez come TV Ready per sfidare i Da Hit Squad per il CZW World Tag Team Championship, perdendo.

### Total Nonstop Action Wrestling (2015–2018)
Il 15 febbraio 2015 Jesse Guilmette ha fatto la sua prima apparizione nella Total Nonstop Action Wrestling, partecipando al pay-per-view X-Travaganza, dove ha perso un Triple Threat match contro Kenny King e Jay Rios. Il 7 gennaio 2016 ha fatto ritorno in TNA, venendo sconfitto da Drew Galloway in pochi minuti e il mese successivo è stato ufficializzato il suo ingaggio da parte della federazione. Nella puntata del 7 giugno ha cambiato ring-name in Braxton Sutter e ha sconfitto facilmente Bill Callous.

### All Elite Wrestling (2019-presente)
Guillmette ha fatto il suo debutto in All Elite Wrestling (AEW) come The Blade nell'episodio del 27 novembre di AEW Dynamite attaccando Cody Rhodes, insieme a The Butcher e sua moglie nella vita reale, Allie (The Bunny), affermandosi come heel. Nell'episodio dell'11 dicembre 2019 di AEW Dynamite, The Butcher e The Blade hanno sconfitto QT Marshall e Cody Rhodes. In seguito è stato rivelato che The Butcher e The Blade erano stati ingaggiati da MJF, alimentando ulteriormente la sua faida con Cody.
Nel marzo 2020, The Butcher e The Blade hanno avuto una breve faida con i Jurassic Express (Jungle Boy, Luchasaurus e Marko Stunt), che avrebbe portato The Butcher e The Blade a porre fine alla loro alleanza con MJF.
Durante l'estate, The Butcher e The Blade iniziarono a lavorare con i Lucha Brothers (Rey Fenix e Penta El Zero Miedo) e in seguito formarono un gruppo, guidato da Eddie Kingston. Tuttavia, il gruppo si sciolse nell'episodio di Dynamite del 18 novembre, dopo che The Butcher e The Blade si schierarono con Kingston, mentre i Lucha Brothers riunirono il loro gruppo Death Triangle con Pac, che era tornato la settimana precedente. Hanno litigato con Pac, Penta e Fenix per le due settimane successive. Dopo AEW Revolution, The Butcher e The Blade hanno concluso la loro alleanza con Kingston dopo che lui è diventato face e hanno iniziato a fare squadra con Jon Moxley alleandosi con Matt Hardy che, insieme a Private Party, ha creato una fazione nota come Hardy Family Office.
Il 17 marzo 2021, in un'edizione speciale di Dynamite chiamata St. Patrick's Day Slam, nel loro match di debutto con gli HFO, The Butcher e The Blade hanno fatto squadra con Matt Hardy e Private Party, ottenendo una vittoria su Bear Country e Jungle Express. 
Nell'episodio del 15 settembre di "Dynamite", The Butcher e The Blade, ora al primo posto in classifica, sfidarono senza successo i Lucha Bros. per l'AEW World Tag Team Championship. Dopo il match, l'intera HFO sconfisse i Lucha Bros. prima di essere fermata da Santana e Ortiz. The Blade non apparve più in televisione fino all'episodio del 10 novembre di "Dynamite", aiutando Matt Hardy e Isiah Kassidy ad aggredire Orange Cassidy, Chuck Taylor e Wheeler Yuta dopo che Yuta era stato squashato da Wardlow.

## Vita privata
Il 21 settembre 2016 si è sposato con la collega Laura Dennis, meglio conosciuta come Allie.

## Titoli e riconoscimenti
- Combat Zone Wrestling
  - CZW World Tag Team Championship (1) – con BLK Jeez
- Empire State Wrestling
  - ESW Heavyweight Championship (1)
  - ESW Tag Team Championship (1) – con Kevin Grace
- Heartland Wrestling Association
  - HWA Heavyweight Championship (2)
  - HWA Cruiserweight Championship (1)
  - HWA Tag Team Championship (1) – con Chet Jablonski
- National Wrestling Alliance
  - NWA National Heavyweight Championship (1)
  - NWA Empire Heavyweight Championship (1)[34]
- Pro Wrestling Illustrated
  - 139° tra i 500 migliori wrestler singoli nella PWI 500 (2017)[35]
- Squared Circle Wrestling
  - SCW Premier Championship (1)[34]
- Upstate Pro-Wrestling
  - NWA New York Heavyweight Championship (1)[34]